# Barbara Kozłowska
Barbara Kozłowska (ur. 1940 w Tarnobrzegu, zm. 2008 we Wrocławiu) – artystka konceptualna, jedna z najważniejszych przedstawicielek awangardy wrocławskiej. Uczestniczka Sympozjum Plastycznego Wrocław '70 i założycielka galerii Babel. Znana z efemerycznych instalacji artystycznych, environment i performance.

## Życiorys
Jej rodzina pochodziła z Tarnobrzega. Była córką Zygmunta Kozłowskiego, nadleśniczego Koronowa, który w czasie wojny zginął w obozie w Dachau. Po wojnie zamieszkała wraz z matką i siostrami we Wrocławiu.
W 1959 r. próbowała zdawać na architekturę, ostatecznie rozpoczęła studia na PWSSP na „malarstwie architektonicznym”. W tym czasie poznała swojego przyszłego męża, Zbigniewa Makarewicza, który z powodu problemów mieszkaniowych zamieszkał z jej rodziną.
Z wykształcenia była malarką. Po ukończeniu studiów w 1965 roku pracowała w domu kultury Pafawagu, tworząc m.in. kostiumy i scenografie. Często pracowała zespołowo, głównie z mężem Zbigniewem Makarewiczem. Ich ścieżki artystyczne rozeszły się po Sympozjum Plastycznym Wrocław '70.
Po stanie wojennym angażowała się w działania kultury niezależnej i realizowała swą twórczość przez drugi obieg.

## Twórczość

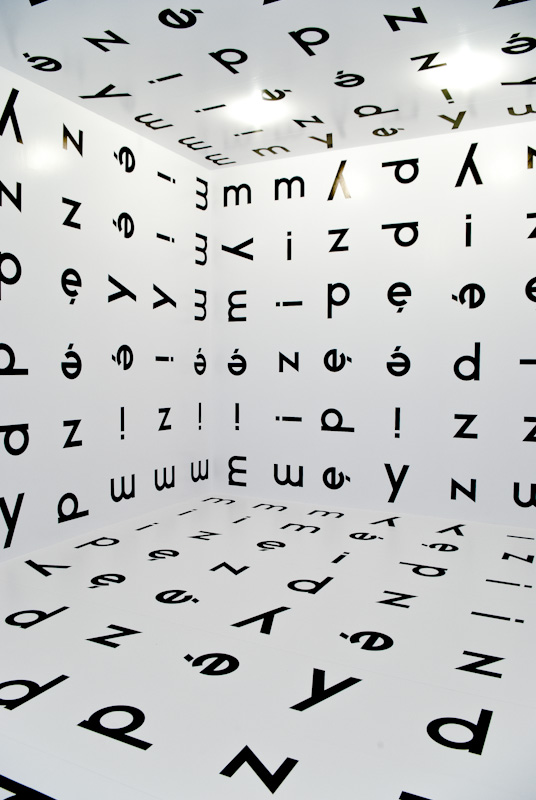
Przykład „pojęciokształtów” Dróżdża, praca pt. Między

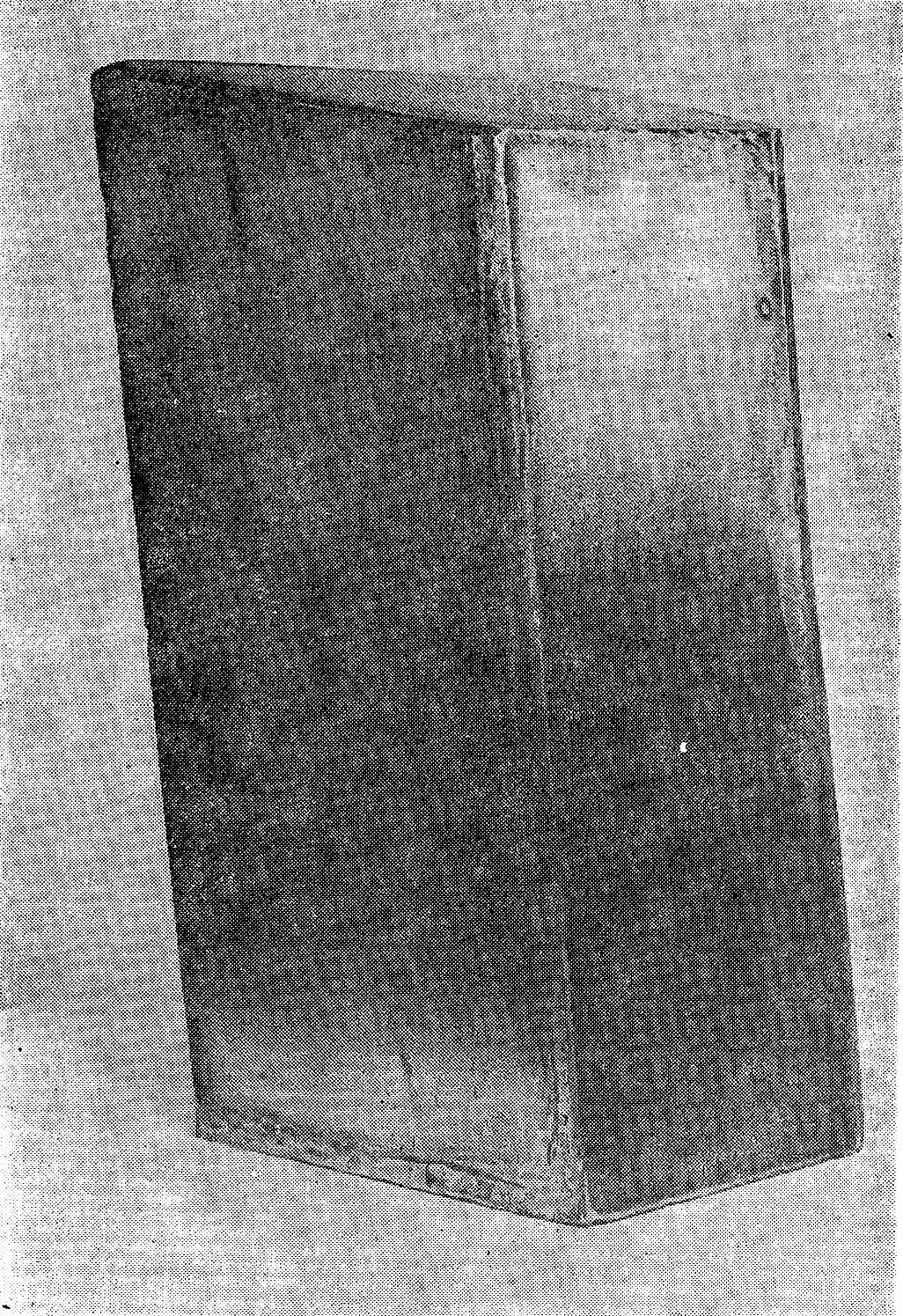
Trwanie, model do projektu powstałego na Sympozjum Plastyczne Wrocław ’70

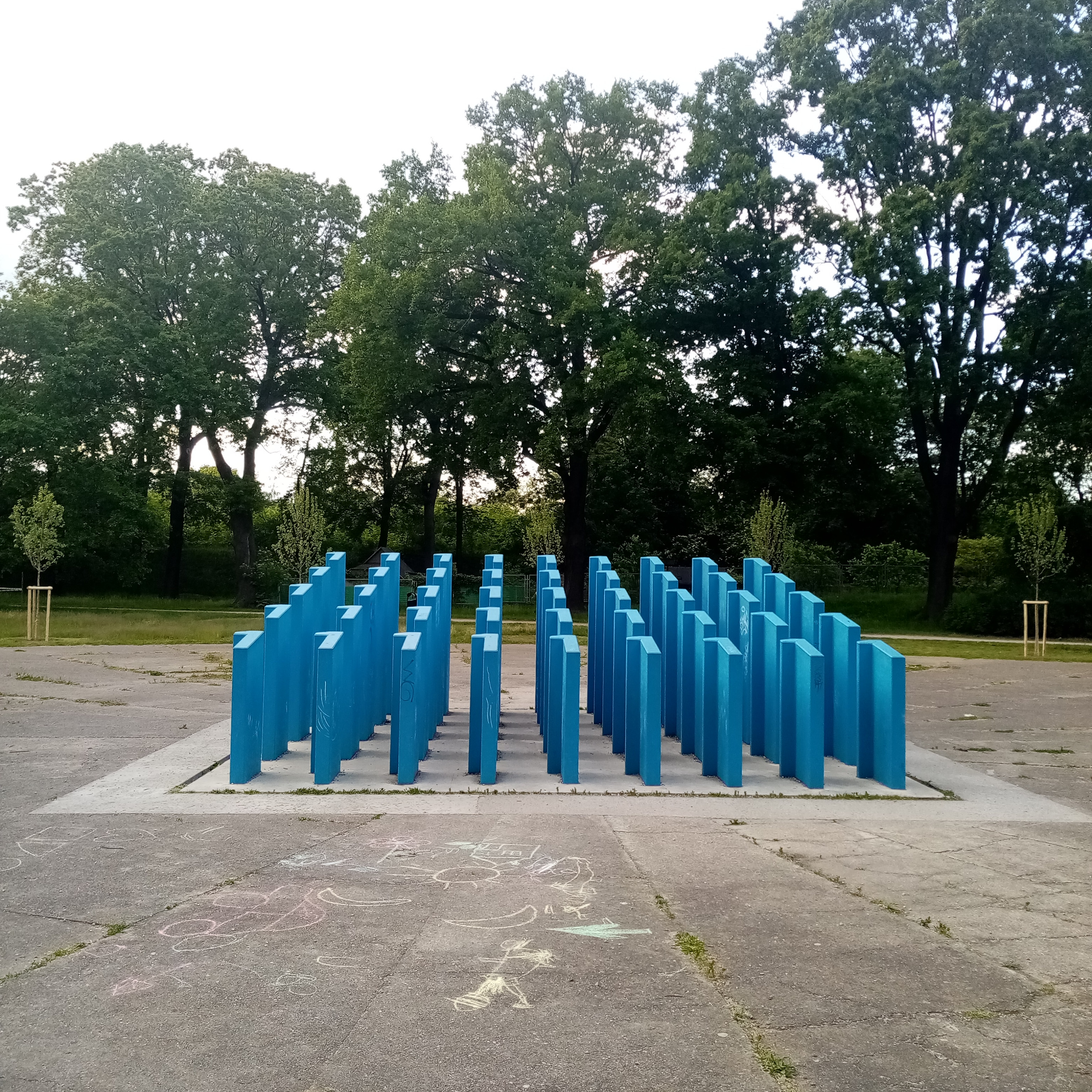
Interpretacja przestrzenna poezji strukturalnej Stanisława Dróżdża „Samotność”, 1970/2016, Park Popowicki we Wrocławiu

W swoich pracach próbowała łączyć różne dyscypliny: sztuki wizualne, architekturę, matematykę, astronomię, performance. Dużą część jej twórczości stanowiły oszczędne formalnie działania konceptualne, kompozycje przestrzenne i sytuacje artystyczne. Wykorzystując z pozoru banalne obiekty (plastikowe butelki, papierowe kartki), tworzyła instalacje o rozbudowanych znaczeniach. Potrafiła w nich konkretyzować wielkie, uniwersalne pojęcia przyrodnicze czy poetyckie, równocześnie zawierając kameralne, osobiste i intymne gesty. Według Kozłowskiej, każde zjawisko dało się przedstawić jako obraz sztuki abstrakcyjnej. Mówiła:
Wszystko to możesz zobaczyć gdziekolwiek.
Była erudytką, otwartą na różnorodne dziedziny, jak i opinie oraz twórczość innych ludzi i artystów. Pisała także wiele tekstów teoretycznych sztuki oraz tworzyła prace poetyckie. W wykonawstwie swoich projektów była nieustępliwa i konsekwentna.
W tekście Barbara Kozłowska. Wielka podróż Marika Kuźmicz przytacza słowa artystki będące swoistym biogramem – tekstem-performansem:

urodziłam się w polsce wystawiałam dużo i zawsze tam gdzie nie chciałam wystawiać tam gdzie chciałabym wystawiać nigdy nie wystawiałam wyjeżdżałam podróżowałam występowałam wyjeżdżałam tam gdzie chciałam wyjechać z ważnych artystycznych powodów podróżowałam wszystkimi dostępnymi środkami lokomocji jak najdalej występowałam na plażach w galeriach i na video budowałam przenosiłam powtarzałam coś tam budowałam modele teoretyczne pojęć jakichś tam przenosiłam linię graniczną na księżyc i gdzieś tam powtarzałam zawsze te same banalne zdania o sztuce i rzeczywistości albo zawsze tę samą banalną prawdę o sztuce pisałam oczywistości o czymś tam brałam udział w wystawach w polsce rumunii wielkiej brytanii włoszech jugosławii podróżowałam na syberię do wielkiej brytanii na maltę do włoch jugosławii francji

### Ciągłe spadanie
15 marca 1968 roku odbyła się akcja artystyczna „Ciągłe spadanie”, którą współtworzyła razem ze Zbigniewem Makarewiczem, Ernestem Niemczykiem, Wiesławem Rembielińskim i Ryszardem Zamorskim. Dzięki wstawiennictwu Jana Chwałczyka, ówczesnego kierownika artystycznego BWA Wrocław, spektakl udało zorganizować się w Sali Romańskiej Muzeum Architektury. Akcja inspirowana była poematem Tadeusza Różewicza pt. „Spadanie”. Składała się z elementów przestrzennych, dźwiękowych i świetlnych, a także angażowała publiczność przez rozmaite gry, np. rzucaniem pustymi ulotkami. Kozłowska była odpowiedzialna m.in. za opracowanie instalacji przestrzennych. Akcja powtarzano przez kolejne dni i za każdym razem aranżowana była przez innego artystę zespołu. Cieszyła się dużą popularnością i zbiegła się z marcowymi protestami studenckimi 1968 roku. Być może również dlatego zyskała wydźwięk polityczny i została z dnia na dzień odwołana a instalacje zniknęły bez oficjalnego powodu.

### Sympozjum Plastyczne Wrocław '70
Sukces „Ciągłego spadania” zaowocował znajomością z Jerzym Ludwińskim i uczestnictwem w Sympozjum Plastycznym Wrocław '70. Kozłowska współorganizowała wydarzenie, odpowiadając za kontakt z artystami i negocjacje z Galerią Foksal.
Ostatnią wspólną pracą Kozłowskiej, Makarewicza i Niemczyka było, wystawione na Sympozjum, „Miasto-Kosmos”, określane jako „interpretacja przestrzenna poezji” czy „kompozycja przestrzeni emocjonalnej”. Później w swojej twórczości Kozłowska zwróciła się w stronę dalszej redukcji formalnej, co poróżniło ją artystycznie z Makarewiczem.
Artystka przyczyniła się także do popularyzacji twórczości Stanisława Dróżdża i jego poezji konkretnej, który prywatnie był bliskim znajomym jej i Makarewicza. Na Sympozjum stworzyła „Przestrzenną interpretację poezji strukturalnej” pokazującą pracę Dróżdża „Samotność”. Składająca się z 45 betonowych bloków, gdzie każdy blok to uprzestrzenniona cyfra jeden, instalacja obrazuje samotność w tłumie. Poza tym opracowała graficznie pierwszą wersję jego słynnych „Pojęciokształtów”.

### GaleriaBabel
Pomimo problemów ze zdrowiem, zawałem serca i pobytem w sanatorium, Kozłowskiej udało się zainicjować powstanie niezależnej, niekomercyjnej Galerii Babel. Rozwinęła się z pracowni samej artystki, która od 1968 roku organizowała w niej spotkania i dyskusje. Galeria była miejscem otwartym, do której można było wejść z ulicy i coś do niej dodać lub coś z niej zabrać. W maju 1972 roku Kozłowska zakleiła szyby galerii białym papierem, na którym można było do woli pisać. W galerii organizowane były wystąpienia i spotkania, np. uczestników Studia Kompozycji Emocjonalnej. Powstające w niej dzieła nawiązujące do przestrzeni galeryjnej zaliczyć można do environments. Jak się później okazało, działalność galerii była kluczowa w krystalizacji polskiej sztuki pojęciowej.

### Linia graniczna
Przez większość swojego życia Kozłowska realizowała projekt „Linii granicznej”. Artystka na różnych plażach świata tworzyła linię graniczną ze kolorowanych stożków piasku, po czym dokumentowała je fotograficznie. Linia w założeniu miała rozgraniczać całą kulę ziemską ze wschodu na zachód.
Projekt realizowany był od 1967 roku na plażach jeziora Bajkał, przez lata 70. na plaży w Łazach (wtedy oficjalnie zainicjowany), na plenerze w Osiekach, na Malcie i Szkocji, dzięki znajomości ze szkockim artystą Richardem Demarco i jego wsparciu, oraz w Kalifornii czy Syberii.

## Realizacje i projekty
- marzec 1968: Ciągłe spadanie, Wrocław – współautorzy: Zbigniew Makarewicz, Ernest Niemczyk, Wiesław Rembieliński, Ryszard Zamorski
- marzec 1970: Sympozjum Plastyczne Wrocław '70:
  - Kompozycja przestrzeni emocjonalnej „Miasto Kosmos” – współautorzy: Zbigniew Makarewicz, Ernest Niemczyk
  - Trwanie
  - Interpretacja przestrzenna poezji struktualnej – współautorzy: Stanisław Dróżdż
- 1970-1975: Linia graniczna[1]
- sierpień 1970: Propozycje I i Propozycje II, plener Osieki
- 1971: Przeniesienie linii granicznej, IV Biennale Form Przestrzennych Zjazd Marzycieli, Elbląg[9]
- 1976: Negatyw Fikcji[3]

## Materiały źródłowe
- Barbara Kozłowska. Warszawa-Wrocław: Fundacja Arton i Muzeum Współczesne Wrocław, 2020, s. 240. ISBN 978-83-63350-42-0.